# Telmatobius atahualpai
Telmatobius atahualpai är en groddjursart som beskrevs av Wiens 1993. Telmatobius atahualpai ingår i släktet Telmatobius och familjen Ceratophryidae. IUCN kategoriserar arten globalt som otillräckligt studerad. Inga underarter finns listade i Catalogue of Life.